# Just Can't Get Enough (The Black Eyed Peas)
Just Can't Get Enough è un singolo del gruppo musicale statunitense The Black Eyed Peas, pubblicato il 21 gennaio 2011 come secondo estratto dal sesto album in studio The Beginning.

## Descrizione
Il brano, dallo stile electro con elementi techno, si discosta un po' dallo stile del precedente The Time (Dirty Bit): come dichiarato sul sito ufficiale del gruppo, il brano è un tentativo di mettere in evidenza le potenzialità e la carica emotiva della voce di Fergie.
Per la scelta del loro secondo singolo, il gruppo ha voluto che fossero i loro fan a scegliere: è stato così indetto sul loro sito ufficiale una sorta di concorso affinché essi potessero esprimere la propria preferenza. Fra tutti i brani dell'album, due sono arrivate quasi a pari merito, Just Can't Get Enough e Whenever; tra le due, la scelta della band è ricaduta proprio sulla prima.

## Video musicale
Il video è stato reso disponibile il 16 marzo 2011. Il video è stato interamente girato in Giappone proprio una settimana prima del terremoto e maremoto del Tōhoku del 2011. La band ha dovuto quindi fare riferimento nel video al tragico evento.
Il video ha ottenuto la certificazione Vevo.

## Tracce
Download digitale
1. Just Can't Get Enough – 3:37

CD singolo (Regno Unito)
1. Just Can't Get Enough – 3:37
2. The Time (Dirty Bit) (Afrojack Remix) – 7:53

## Successo commerciale
Negli Stati Uniti d'America il brano debutta alla posizione #92, ma sale rapidamente: durante la quinta settimana il brano passa dalla #22 alla #5 diventando il decimo brano dei Black Eyed Peas a entrare nella top 10 della Billboard Hot 100, e il settimo nella top 5; nella medesima settimana il brano balza dalla #18 alla terza posizione della classifica digitale, con circa 198 000 copie vendute, posizione che mantiene anche la settimana successiva con circa 219 000 copie vendute. La settimana successiva, con circa 203 000 copie vendute, sale alla seconda della classifica digitale e alla terza della Billboard Hot 100.

## Classifiche

### Classifiche settimanali
| Classifica (2011) | Posizione massima |
| ----------------- | ----------------- |
| Australia         | 3                 |
| Austria           | 2                 |
| Belgio (Fiandre)  | 6                 |
| Belgio (Vallonia) | 2                 |
| Canada            | 6                 |
| Danimarca         | 31                |
| Finlandia         | 9                 |
| Francia           | 1                 |
| Germania          | 9                 |
| Irlanda           | 15                |
| Italia            | 5                 |
| Lussemburgo       | 8                 |
| Norvegia          | 10                |
| Nuova Zelanda     | 4                 |
| Paesi Bassi       | 11                |
| Regno Unito       | 3                 |
| Repubblica Ceca   | 1                 |
| Slovacchia        | 4                 |
| Spagna            | 16                |
| Stati Uniti       | 3                 |
| Stati Uniti (pop) | 2                 |
| Svezia            | 20                |
| Svizzera          | 3                 |

### Classifiche di fine anno
| Classifica (2011) | Posizione |
| ----------------- | --------- |
| Australia         | 22        |
| Austria           | 33        |
| Francia           | 5         |
| Germania          | 49        |
| Regno Unito       | 39        |
| Stati Uniti       | 10        |
| Svizzera          | 32        |